# طفيل بن غانم
طفيل بن غانم بن المهير بن هليل بن عمير بن سلمي بن عمرو ابن مجمّع بن زيد بن يربوع بن ثعلبة بن الدّول بن حنيفة
ولد الأمير طفيل عام 672 هجري ،و كان الأمير على حجر اليمامة ( الرياض ) عام 732 هجري طفيل بن غانم الحنفي حسب الأخبار التي نقلت من تلك الحقبة على لسان الرحالة ابن بطوطة والتي ذكرها في كتابه تحفة النظار في غرائب الأمصار وعجائب الأسفار
وأول ذكر في التاريخ عن أسرة آل غانم هو الأمير طفيل بن غانم الحنفي
وأسرة آل غانم المتواجدين اليوم في الكويت هم أحفاد الشيخ مسعود ابن الباشا علي ابن الشيخ مبارك آل غانم ويسكنون مدينة الكويت وقد كان في هذا الفرع من حكم مدينة القطيف حيث تأمر من أجدادهم الأمير احمد بن غانم بن محيي بن مسعود بن غانم بن مسعود بن غانم ابن الباشا علي بن غانم ابن الشيخ مبارك آل غانم مدينة القطيف في عهد الإمام عبد العزيز بن محمد ال سعود[بحاجة لمصدر] وفترة حكمه لمدينة القطيف كانت منذ عام 1211هـ  إلى عام 1224هـ وقد توفي الإمام عبد العزيز وخلفه ابنه الإمام سعود بن عبد العزيز وكان حاكم القطيف أحمد بن غانم بن محيي بن مسعود [بحاجة لمصدر] وتوفي رحمه الله في عام 1224هـ وخلفه أخيه الأمير إبراهيم  بن غانم بن محيي بن مسعود ابن الباشا علي ابن الشيخ مبارك ال غانم وكانت فترة حكمه منذ عام 1224هـ إلى عام 1233هـ وهي فترة إلى عهد الامام عبد الله بن سعود بن عبد العزيز بن محمد بن سعود حيث سقطت الدولة السعودية الأولى على يد إبراهيم باشا